# Besitzschutzinterdikt
Besitzschutzinterdikte (lat. Interdicta possessoria) sind Interdikte des Römischen Rechts, die der Prätor bei Besitzstreitigkeiten auf Antrag einer Partei aussprechen konnte, um den Besitzschutz zu gewährleisten.

## Besitzrecht (possessio)
Besitz bezeichnete bereits in Rom kein dingliches Recht, sondern die tatsächliche Inhaberschaft einer Sache, soweit sie rechtlichen Schutz erfahren konnte. Grundsätzlich war der Eigentümer geschützt und derjenige, der sich in einer vergleichbaren Rechtssituation befand, weshalb Interdiktionsrechte als Besitzschutzrechte dem Eigenbesitzer und Rechtsbesitzern zustanden. Darunter fielen Berechtigte aus Nießbrauchs- und Dienstbarkeitsverträgen, Erbpächter und Erbbauberechtigte, Pfandgläubiger sowie – aufgrund ihres besonderen Rechtsschutzbedürfnisses – Berechtigte aus Gebrauchsüberlassungsverträgen und ganz gelegentlich Pächtern. Der Besitzschutzgedanke beruht nicht darauf, dass Besitzstörungen grundsätzlich unterbunden werden, sondern dass im Streit über das Eigentum nicht zur Selbsthilfe gegriffen wird. Veränderungen der tatsächlichen Sachherrschaftsverhältnisse standen somit unter Prozessvorbehalt.

## Interdikte
Besitzschutzinterdikte sind entweder restitutorisch (auf Zurückgabe gerichtet), exhibitorisch (auf Vorlage gerichtet) oder prohibitorisch (auf Verhinderung gerichtet). Während exhibitorische Interdikte der Erlangung von Besitz vor dem Prätor dienen, richten sich die restitutorischen Interdikte auf die Wiedererlangung bereits verlorenen Besitzes und mittels der prohibitorischen Interdikte wird der aktuelle Besitz während der Anrufung der Prätors verteidigt.
Die wichtigsten Interdikte (uti possidetis, utrubi, unde vi) setzen voraus, dass der Besitz nec vi nec clam nec precario (weder gewaltsam noch heimlich noch als Bittleihe) erlangt wurde. Bei Zutreffen dieser Besitzkriterien spricht man heute von echtem oder fehlerfreiem Besitz.
- Interdikte zur Erlangung des Besitzes (Interdicta adipiscendae possessionis):
  - Interdictum Salvianum: Ermöglicht dem Grundstückseigentümer, die vom Pächter für die Pachtzinsen verpfändeten Sachen zu erlangen.

- Interdikte zur Erhaltung des Besitzes (Interdicta retinendae possessionis):
  - Interdictum uti possidetis: Verbietet dem Gegner des letzten echten Besitzers einer unbeweglichen Sache die Gewaltanwendung, um das Ausüben des echten Besitzes zu verhindern.
  - Interdictum utrubi: Verbietet dem Gegner des im Vorjahr längsten echten Besitzers einer beweglichen Sache die Gewaltanwendung, um das Ausüben des echten Besitzes zu verhindern.[10]
  - Interdictum quod vi aut clam: Diese Klage ist gegen jedes verbotswidrige Handeln seitens des Besitzstörers gerichtet.

- Interdikte zur Wiedererlangung des Besitzes (Interdicta recuperandae possessionis):
  - Interdictum uti possidetis: Verbietet dem Gegner des letzten echten Besitzers einer unbeweglichen Sache die Gewaltanwendung, um das Ausüben des echten Besitzes zu verhindern.
  - Interdictum utrubi: Verbietet dem Gegner des letzten echten Besitzers einer beweglichen Sache die Gewaltanwendung, um das Ausüben des echten Besitzes zu verhindern.
  - Interdictum unde vi: Verpflichtet denjenigen, der einen echten Besitzer einer unbeweglichen Sache mit Gewalt vertrieben hat, den Vorbesitzer wiedereinzusetzen.
  - Interdictum de vi armata: Verpflichtet denjenigen, der einen Besitzer einer unbeweglichen Sache mit Gewalt, mit zusammengerotteten oder bewaffneten Menschen vertrieben hat, den Vorbesitzer wiedereinzusetzen.
  - Interdictum de precario: Verpflichtet den Leihnehmer einer Bittleihe, die Sache auf Verlangen des Leihgebers herauszugeben.

## Weitere Quellen
- Institutiones